# Command & Conquer: Red Alert 2
Command & Conquer: Red Alert 2 — компьютерная игра в жанре стратегии в реальном времени, разработанная Westwood Studios и изданная Electronic Arts в 2000 году.
Игра является прямым продолжением Command & Conquer: Red Alert. Действия игры происходят в созданном Альбертом Эйнштейном параллельном мире в 1970-е или 1980-е годы, продолжая сюжетную линию Союзников из оригинального Red Alert. Как и в её предшественнике, противоборствующими сторонами в игре являются Советский Союз и Альянс; помимо того, некоторые отряды и строения идентичны оригинальным из первого Red Alert, а некоторые — несколько изменились (так, танк «Мамонт» был превращён в танк «Апокалипсис»).
По сравнению с предыдущей игрой, в сиквеле улучшены графика и мультиплеер. Изменения претерпел и интерфейс: здания разделились на производственно-научные и оборонительные, а юниты — на пехоту и бронетехнику. В игре впервые появилась возможность проведения городских боёв: теперь линейную пехоту можно разместить в зданиях и вести из них стрельбу. В то время, как первая игра в серии Red Alert логически связана с историей тибериевой игры (например, глава Братства Нод Кейн в ней выступает советником и «серым кардиналом» Сталина), Red Alert 2 не содержит никаких ссылок на тибериевый канон и более походит на собственно «холодную войну» между восточным и западным военно-политическими блоками, переросшую в Третью мировую. По этой причине в Red Alert 2 ещё более важную роль играет сатира на стереотипы «холодной войны».
Игра получила положительные отзывы критиков и игрового сообщества. На Game Rankings её рейтинг составляет 86 %.

## Сюжет
История продолжает события первого Command & Conquer: Red Alert — Союзники побеждают в войне, а Сталин погибает во время финальной битвы за Москву. Главой поверженного Советского Союза Союзники назначают председателя Совета Министров СССР Александра Романова (Николас Уорт) как «марионетку» для поддержания мира. Однако у Романова совсем другие планы: помня об унижении, которое испытала советская нация во время союзнической оккупации, он готовится отомстить Америке. Романов, понимая, что Союзники победили в основном благодаря высоким технологиям, не жалел расходов на военную науку и оснащение армии. Советская армия вмешивается в гражданскую войну в Мексике, поддерживая повстанцев, сражающихся против проамериканского правительства, что вызывает негодование американского президента Майкла Дугана (Рэй Уайз). Дальнейшая конфронтация ведёт к тому, что СССР и США готовы начать новую мировую войну.
Узнав о перемещении советской военной техники через Атлантику к берегам Северной Америки, Дуган связывается по телефонной линии с Романовым и требует прекратить наметившееся вторжение, после чего приказывает использовать американский ядерный арсенал против Советского Союза. Однако американцам попросту не удаётся запустить ракеты с боеголовками. Юрий берёт под контроль американского диспетчера, который убивает своего напарника, собиравшегося запустить ракеты, которые из-за этих действий взрываются прямо в шахте. В результате угроза ядерной войны избегнута, однако лояльный к Романову генерал Владимир возглавляет внезапное нападение на Соединённые Штаты. СССР начинает наступление на побережья США по суше, морю и воздуху. С этого момента берут начало обе кампании.

### Кампании
Command & Conquer: Red Alert 2 предлагает две альтернативные кампании: советскую и союзническую (американскую).

#### Советская кампания
В начале компании Александр Романов приказывает игроку-командиру разгромить Пентагон. Со временем игрок захватывает стратегически важные районы, а в это время его начальники празднуют победу: за ужином, плавают в бассейне с девушками и так далее. В целом советской кампании нападение на США проходит успешно, даже несмотря на политический переворот в Советском Союзе, когда Юрий заменяет «внезапно заболевшего» премьера Романова, позже убитого, по заявлению Юрия, генералом Владимиром (хотя в дальнейшем становится ясно, что Юрий несёт ответственность за всё это). Игрок разбивает Юрия, уничтожив Большой Кремлёвский дворец (в игре именуемый просто Кремлём), после чего уничтожает остатки американской армии, защищающие хроносферу на Аляске (ровно как и саму хроносферу), и становится во главе Советского Союза, а значит — и во главе всего мира. Однако мозг Юрия телепатически обращается к новому премьеру и берёт над ним контроль, таким образом вновь становясь реальным руководителем страны.

#### Кампания Союзников (Альянса)
Само вторжение советских войск застало Союзников врасплох. Советские войска появлялись внезапно, американские солдаты поднимали оружие против своих, а мирное население бежало без малейшего сопротивления. Калифорния, Техас и Нью-Йорк были захвачены за считанные дни.
В союзнической кампании советское вторжение, несмотря на первоначальные успехи в захвате крупнейших городов США (Нью-Йорк, Вашингтон, Чикаго), терпит неудачу. Не спасает положение даже наличие пси-технологий Юрия и уничтожение Чикаго ядерной боеголовкой.
Спустя время Союзники узнали о последних разработках Советского Союза в области контроля над разумом. Однако президент США Майкл Дуган не поддался панике. Пока в его стране бушевали войны, он отдавал распоряжения о разработке новых видов оружия, поддерживал учёных, исследовавших природу времени и стихийных бедствий, и постепенно собирал силы для решающего боя.
В конце концов, Союзники используют хроносферу, чтобы вторгнуться в Москву. Они свергают премьера Романова, которого арестовывает в Большом Кремлёвском дворце специальный агент Таня Адамс (Кэри Вюрер), и снова устанавливается мир на Земле, до тех пор, пока не возвращается (в дополнении Yuri's Revenge) Юрий со своей армией.
И кампания СССР, и кампания Союзников состоят из 12 миссий, некоторые из которых сводятся к традиционной постройке базы и уничтожению всех войск противника, а некоторые требуют либо максимальной концентрации в условиях непрекращающихся атак врага («Красная революция»), либо достижения целей при ограниченности ресурсов или войск («Тёмная ночь», «Лиса и гончая»).
Советская кампания включает следующие миссии:
1. Красный рассвет
2. Вражеский берег
3. Большое яблоко
4. Внутренний фронт
5. Город огней
6. Подводное разделение
7. Хронозащита
8. Осквернение
9. Лиса и Гончая
10. Обветшалый Союз
11. Красная Революция
12. Полярный шторм

Кампания союзников включает следующие миссии:
1. Одинокий страж
2. Орлиный рассвет
3. Слава вождю
4. Последний шанс
5. Тёмная ночь
6. Свобода
7. Глубокое море
8. Свободный проход
9. Храм Солнца
10. Мираж
11. Радиация
12. Хроношторм

## Персонажи

### Советский Союз
- Александр Романов (роль исполняет Николас Уорт[4]) — председатель Совета Министров (в английской версии известен как «премьер», в русской локализации упоминается как «генсек») Советского Союза. Прямой потомок императорского дома Романовых[3]. После поражения советского вторжения в Европу победившие западные Союзники назначили Романова председателем Совета Министров СССР.
- Юрий (Удо Кир[4]) — главный злодей в игре, наделённый способностью психического контроля и гипноза. Первоначально в игре являлся лидером Советского Пси-корпуса[4]. С помощью Пси-корпуса он обеспечил вторжение советских войск в США, нейтрализовав американскую систему обороны и предотвратив запуск ядерных ракет. В дальнейшем выясняется, что он вёл двойную игру. Юрий вновь появился в дополнении Command & Conquer: Yuri’s Revenge.
- Генерал Владимир (Адам Греггор[4]) — высокопоставленный талантливый советский военачальник.
- Лейтенант София (Александра Каниак) — адъютант в советских миссиях.
- Полковник Ершенко (Олег Штефанко) — советский офицер, представитель премьера Романова.

### Союзники
- Майкл Дуган (Рэй Уайз) — президент Соединённых Штатов Америки. Периодически появляется в роликах, взывает к западноевропейским лидерам Союзников для совместной борьбы с СССР, находясь в «неизвестном месте» (оказавшемся Канадой).
- Таня (Кэри Вюрер[4]) — специальный агент Союзников.
- Альберт Эйнштейн (Лари Гелман) — главный разработчик передовых технологий, используемых в вооружении западных Союзников. Свои разработки ведёт в лаборатории в Тёмном лесу в Германии. В вымышленной Вселенной Command & Conquer считается, что в 1946 Эйнштейн возвратился в 1924, чтобы уничтожить Гитлера и предотвратить Вторую мировую войну.
- Генерал Карвилл (Барри Корбин) — высокопоставленный командир американской армии, занимающийся подготовкой новых руководящих кадров для американской армии.
- Генерал Лион (Фрэнк Брайенброк) — французский главнокомандующий.
- Лейтенант Ева Ли (Афина Мэсси) — адъютант в миссиях Союзников.

## Страны

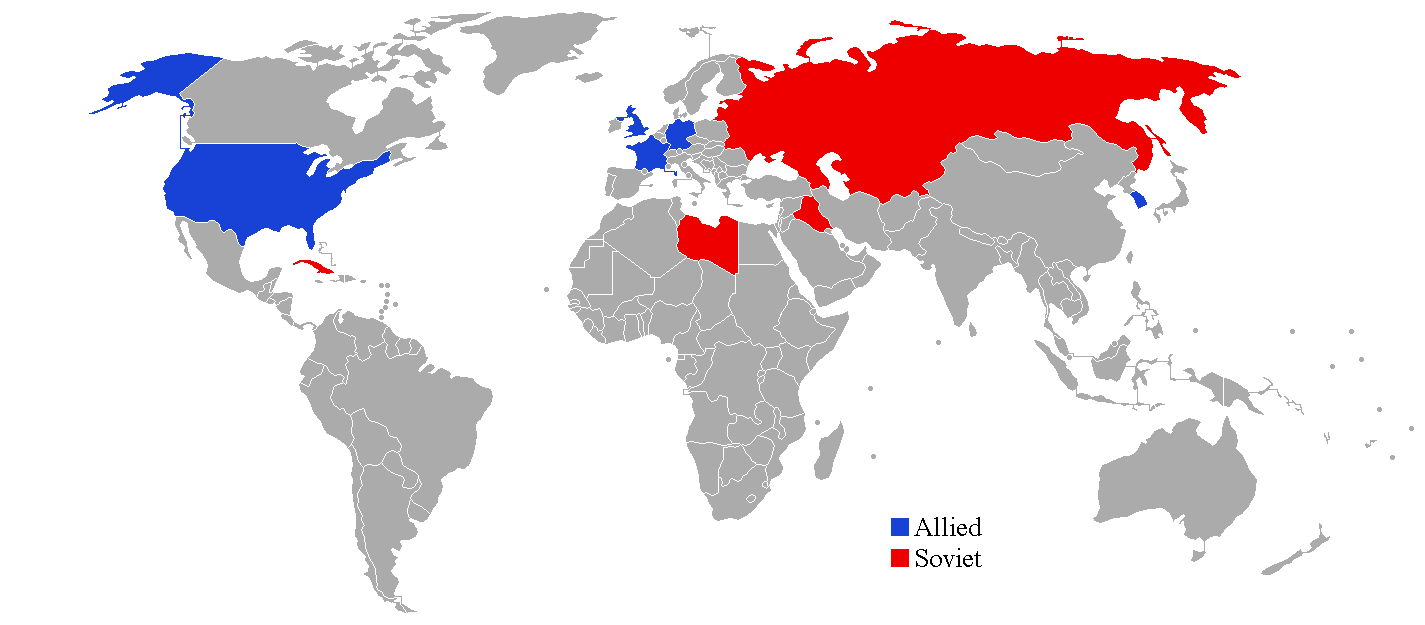
Страны, за которые можно сыграть в режиме «Схватка»:
Западный блок
Социалистический блок

В этой игре в режиме «Схватка» (англ. Skirmish) доступно 9 стран на выбор (5 у Западного блока и 4 у Социалистического блока), у каждой страны имеется своё уникальное вооружение, выраженное зданиями или юнитами.
К Западному блоку относятся:
- США. Воздушный десант (англ. Airborne). При наличии Штаба ВВС (аэродрома) американские войска могут сбрасывать десант в практически любую точку поля боя, не покрытую водой. После приземления десантники ведут себя как обычные солдаты. Самолёты с десантниками могут быть сбиты средствами ПВО противника[7].
- Великобритания. Снайпер (англ. Sniper). Британская пехота, вооружённая дальнобойными снайперскими винтовками, которая стреляет гораздо лучше обычных солдат[7].
- Германия. Истребитель танков (англ. Tank destroyer). Эта немецкая разработка невероятно эффективна против техники (особенно танков), но практически бесполезна против пехоты и сооружений[7].
- Франция. Большая пушка[K 2] (англ. Grand cannon). У французов есть специальное стационарное оружие — крупнокалиберная пушка. Одно такое орудие могло сдерживать крупные отряды бронетанковых войск[7].
- Корея. Истребитель «Чёрный Орёл» (англ. Black Eagle). Защитные и огневые характеристики этого истребителя значительно выше, чем у стандартного «Харриера»[8].

К Социалистическому блоку относятся:
- СССР (Россия). Танк «Тесла» («Электротанк»; англ. Tesla tank). Большой танк, стреляющий электрическими разрядами. Эффективен против любых наземных целей[8].
- Куба. Террорист («Фанатик»; англ. Terrorist). Террористы оснащены мощными взрывными устройствами. Попав под скопление вражеских войск, они подрывают себя, а также всех окружающих[8].
- Ливия. Ядерный грузовик («Взрывающийся грузовик», «Подрывная машина»; англ. Demolition truck). Машина с ядерным зарядом на борту. Когда она приближается к вражеской базе и подвергается атаке, заряд взрывается и наносит огромный урон всему окружающему[8].
- Ирак. Опустошитель («Расщепитель», «Радиационный солдат»; англ. Desolator). Создаёт вокруг себя большую зону радиационного заражения, наносящую смертельный урон пехоте и легкой технике. Сам Опустошитель защищён специальным костюмом и никакого урона от этих действий не получает. Если радиационный солдат умирает или уходит, земля, которую он заразил, со временем дезактивируется[8].

## Модификации
Для Red Alert 2 было создано большое количество модификаций. Прежде всего благодаря простоте редактирования игровых параметров: основной конфигурационный файл rules.ini спрятан в архиве ra2.mix (ra2.mix\local.mix\rules.ini). Он может быть извлечён с помощью утилиты XCC Mixer и отредактирован. Кроме того, созданы конверторы игровой графики, музыки, звуков и видео, что позволяет делать тотальные конверсии — новую игру на движке существующей. Наиболее известные модификации игры — Mental Omega и Reborn.

## Редактор карт
Так как геймплей Red Alert 2 отличается предельно простым интерфейсом, был создан специальный редактор карт Final Alert 2: Yuri’s Revenge.
Возможности:
- Создание однопользовательских карт — новой миссии для игры. Таким образом можно создать целую кампанию.
- Поддержка некоторых официальных модификаций.
- Поворот и выбор уровня повреждения юнитов и зданий. Вызвать соответствующее меню можно, если два раза кликнуть по юниту или зданию.
- Размещение специальных объектов.

## XWIS
В 2005 году сетевая поддержка Red Alert 2 и многих других C&C игр перешла от EA к XWIS — это игровое сообщество, сервер которого теперь управляет статистикой игроков и пресекает попытки нечестной игры. Спонсором сервера является EA German Community Team, а сообщения о читерах обрабатываются Strike Team. В настоящее время широко распространена игра при помощи виртуальной локальной сети GameRanger и CnCNet.

## Саундтрек
Command & Conquer: Red Alert 2 — The Soundtrack — альбом, содержащий музыкальные треки из видеоигры Command & Conquer: Red Alert 2, написанный Фрэнком Клепацки и спродюсированный Westwood Studios. Первоначально он был выпущен в 2000 году. Саундтрек состоит из 16 треков и длится примерно 63:00.
Заглавный трек альбома представляет собой переписанную версию оригинального Hell March из Command & Conquer: Red Alert.
Клепаки определил стиль Red Alert 2 с помощью гитары в стиле хэви-метал и быстрых ритмов. Клепаки записал музыку к игре с помощью Korg Tr-rack, Novation Nova Desktop и Roland 5080.
Возвращением к энергичным песням отчасти были обязаны критике фанатов к саундтреку Tiberian Sun. Клепаки сохранил энергичный стиль в дополнении Red Alert 2 «Месть Юрия».
Вся музыка написана Фрэнком Клепаки.
| №                   | Название             | Длительность |
| ------------------- | -------------------- | ------------ |
| 1.                  | «HM2 (Hell March 2)» | 3:44         |
| 2.                  | «Industrofunk»       | 3:12         |
| 3.                  | «Ready the Army»     | 4:57         |
| 4.                  | «Grinder»            | 2:27         |
| 5.                  | «In Deep»            | 3:24         |
| 6.                  | «Motorized»          | 4:02         |
| 7.                  | «Power»              | 3:56         |
| 8.                  | «200 Meters»         | 4:12         |
| 9.                  | «Destroy»            | 4:38         |
| 10.                 | «Burn»               | 4:37         |
| 11.                 | «Probing»            | 4:19         |
| 12.                 | «Blow It Up»         | 3:11         |
| 13.                 | «Eagle Hunter»       | 4:16         |
| 14.                 | «Fortification»      | 4:02         |
| 15.                 | «Jank»               | 3:46         |
| 16.                 | «C&C in the House»   | 4:06         |
| Общая длительность: | Общая длительность:  | 62:49        |

Треки «Ready the Army», «Probing» и «C&C in the House» не использовались в игре (хотя они и существовали на дисках), трек «Jank» использовался только в качестве темы для загрузки миссии.
Также, существуют треки, которые не вошли в официальный саундтрек, но тем не менее присутствовали в игре:
| №   | Название                         | Длительность |
| --- | -------------------------------- | ------------ |
| 17. | «Tension»                        | 4:01         |
| 18. | «Militant Force 2 (Score Theme)» | 1:09         |
| 19. | «Optical (Credits Theme)»        | 2:53         |

## Command & Conquer: Yuri's Revenge(2001)
Command & Conquer: Yuri’s Revenge («Реванш Юрия» или «Месть Юрия») — дополнение к игре Red Alert 2, выпущенное в 2001 году. «Yuri’s Revenge» предлагает две дополнительные кампании СССР и Союзников, состоящие из 7 миссий, а также новую противоборствующую сторону — пси-армию Юрия, предавшего Советский Союз после поражения в войне. Каждый отряд теперь имеет собственное озвучивание и уникальные фразы. Баланс изменён в лучшую сторону.

## Оценки игры
| Сводный рейтинг       | Сводный рейтинг           |
| Агрегатор             | Оценка                    |
| --------------------- | ------------------------- |
| GameRankings          | 86,29 %                   |
| Русскоязычные издания |                           |
| Издание               | Оценка                    |
| Game.EXE              | 3 / 5                     |
| «Игромания»           | 8,5 / 10                  |
| Награды               |                           |
| Издание               | Награда                   |
| Game.EXE (2001)       | Саундтрек года, 2-е место |

Для журнала Next Generation Гэри Уитта рассмотрел компьютерную версию игры, оценив её на четыре звезды из пяти, и заявил, что «Red Alert 2, которая намного лучше, чем Tiberian Sun, доказывает, что Westwood всё ещё может преуспеть, когда дело доходит до стратегии в реальном времени — просто не ожидайте совершенно новой игры».
После террористических актов 11 сентября 2001 года обложка игры была переработана. Было убрано изображение самолёта, направляющегося к Всемирному торговому центру, и заменён американский флаг на передней обложке грибовидным облаком. Electronic Arts предложила розничным продавцам возможность обменять свои копии на версию с изменённой обложкой.

### Комментарии
1. ↑  Позже в советской кампании рассказывается, что правая рука премьера — псионик Юрий (Удо Кир), использовал психологическое влияние на Романова и других членов советского правительства, чтобы подтолкнуть их к нападению на США, одновременно манипулируя и СССР, и Западом, а также работая над созданием собственной армии.
2. ↑  В разных переводах может назваться «великой» или «гигантской».